# 小林瞭
小林 瞭（こばやし りょう、2000年9月17日 - ）は、モンゴルのプロサッカー選手。日本の元メモリーアスリート。2021年MLC日本チャンピオン。2021年世界大会準優勝。青山学院大学文学部英米文学科。

## 来歴
青山学院大学に進学後Brain Sports Academy（BSA）に所属し、メモリースポーツを始めて3か月で出場したジャパンオープン記憶力選手権2019で準優勝を果たす。2020年にトランプ記憶の日本記録を樹立、年末に開催されたJapan MLC 2020で優勝し日本チャンピオンとなった。2021年5月に開催された、オンラインの世界大会［Pan American Open］で準優勝。2021年末に開催された、Japan MLCで優勝し連覇を果たす。
BSAのYouTubeチャンネルに登場し様々な記憶に挑戦している。

## 戦績
メモリースポーツの大会での主な成績
10種競技
- ジャパンオープン記憶力選手権 2019 準優勝

5種競技
- Tokyo MLC 2019 優勝
- Japan MLC 2020 優勝
- Pan American Open 2021 準優勝
- Japan MLC 2021 優勝

1種競技
- 城南SCC 2019 3位（単発記録）・準優勝（平均記録）
- 東京SCC 2019 準優勝（単発記録）・優勝（平均記録）
- 熊本SCC 2019 優勝（単発記録・平均記録）
- 川崎SCC 2019 準優勝（単発記録）・3位（平均記録）
- 与野SCC 2020 準優勝（単発記録）・4位（平均記録）
- 三鷹SCC 2020 優勝（単発記録）・準優勝（単発記録）
- 東京SCC 2020 優勝（単発記録）・準優勝（単発記録）

## 出演
テレビ
- 超逆境クイズバトル!! 99人の壁（フジテレビ、2019年9月7日・8月11日・8月4日・7月20日）
- 沼にハマってきいてみた（NHK総合、2020年5月18日、2020年12月21日）
- 限界突破！全力記憶 〜華麗なるメモリースポーツの世界〜（NHK総合、2020年8月11日・8月16日）
- 気になる1位サンの日常（TX、2020年12月21日）
- あさチャン！（TBS、2021年1月4日）
- オードリーさん、ぜひ会ってほしい人がいるんです。（中京テレビ、2021年1月4日、NTV、2021年1月7日、中京テレビ、2021年12月7日、NTV、2021年12月10日、2025年1月6日）

ラジオ
- F.L.A.G.（Fm yokohama 84.7、2020年3月20日）

雑誌・新聞・WEBマガジン
- 『青山学院新聞』2019年10月15日（青山学院新聞）